# Zentrale Fortbildung der Programm-Mitarbeiter
Die Zentrale Fortbildung der Programm-Mitarbeiter (ZFP) der Rundfunkanstalten ARD und ZDF wurde 1977 nach einem Beschluss der Intendanten der ARD und des ZDF unter Einbeziehung der Personalvertretungen der öffentlich-rechtlichen Rundfunkanstalten ins Leben gerufen. Ihr erster Leiter war bis 1981 der vormalige TV-Chefredakteur des WDR Franz Wördemann. Die ZFP bot bis 2006 jährlich rund 400 Veranstaltungen und Seminare für etwa 4.000 Teilnehmer an. Zum 1. Januar 2007 ging die ZFP in die ARD.ZDF medienakademie über, ein Zusammenschluss von ZFP und der Schule für Rundfunktechnik in Nürnberg.

## Zielrichtung und Aufgaben
Das Fortbildungsprogramm richtete sich an Reporter und Redakteure von Hörfunk und Fernsehen, an Programm- und Produktionsmitarbeiter, an Moderatoren, Autoren, Videojournalisten, Dramaturgen, Regisseure und Produzenten. Im Zentrum der angebotenen Seminare standen das journalistische Handwerk mit Übungen zu den klassischen journalistischen Darstellungsformen wie Interview, Reportage und Text. Hinzu kamen Seminare zu digitaler Technik, Online-Redaktion, Drehbuchgestaltung und Produktion.
Etwa 400 Trainer und Fachreferenten vermittelten ihr Wissen sowohl in Auftragsseminaren als auch in Direktseminaren. Die ZFP hatte Standorte in Wiesbaden und in Hannover.